# Concept album
Un concept album è un album discografico in cui tutte le canzoni contribuiscono a dare un significato nel loro insieme, spesso ruotando attorno a un unico tema oppure sviluppando complessivamente una storia che può essere strumentale, compositiva o lirica. A volte questo termine si riferisce ad album considerati di "eccezionale uniformità" oppure a un LP con un esplicito motivo musicale o lirico, ma i criteri per definire cosa sia esattamente un "concept album" sono molto variabili, e spesso non trovano un consenso comune.
Questa formula è piuttosto diffusa soprattutto nell'art rock e in particolare è diventato uno dei tratti distintivi del rock progressivo, ma la si ritrova anche in numerosi altri generi, inclusi jazz, pop, heavy metal e hip hop.

## Definizione
Se con il termine "concetto" (dal latino Conceptus, p.p. di Concepire: idea determinata di una cosa) si intende in genere idea, pensiero o nozioni astratte, la definizione di concept album non trova una definizione univoca e condivisa. Secondo Alessio Brunialti, in un articolo sul concept album apparso sul Mucchio Extra, se negli Stati Uniti le origini di questa tipologia compositiva va ricercata nei cicli di canzoni del XIX secolo, in Europa si può far riferimento ad origini molto più antiche, che vanno dalle canzoni di Omero riportate nell'Iliade e nell'Odissea, o in Palestina ai salmi dedicati a Javeh del futuro re David, per poi arrivare alla tradizione operistica dei grandi compositori della musica colta, la cui riproduzione discografica divenne poi il «grande problema degli industriali della musica quando nacquero i primi supporti fonografici». Un'altra definizione estesa di "concept album" è quella che includerebbe potenzialmente tutto quello che assomiglia a colonne sonore, compilazioni, cast recordings, greatest hits, album tributo, album natalizi ed album live.
La definizione più comune si riferisce ad un ampio approccio del classico album rock basato su un progetto che spesso si risolve attorno ad un tema specifico o ad una collezione di materiale selezionato.

All Music scrive: «un concept album può essere una raccolta di canzoni di un singolo cantautore o di un tema particolare - questi sono i concept LP più diffusi negli anni '50... la frase concept album è inestricabilmente legata ai tardi '60, quando i rock & rollers iniziarono ad ampliare i limiti delle loro forme artistiche». L'autore Jim Cullen lo descrive come «una raccolta di canzoni distinte ma tematicamente unificate il cui insieme è maggiore della somma delle sue parti... spesso erroneamente assunto ad essere un prodotto dell'epoca rock». L'autore Roy Shuker definisce il concept album e l'opera rock come album che sono «unificati da un tema, che può essere strumentale, compositivo, narrativo, o lirico. (...) In questa forma, l'album può diventare da una raccolta di canzoni eterogenee ad un lavoro narrativo con un tema unico, in cui le singole canzoni si susseguono l'una all'altra».

## Storia

### 1940-1960: Le origini ed i primi esempi di concept album

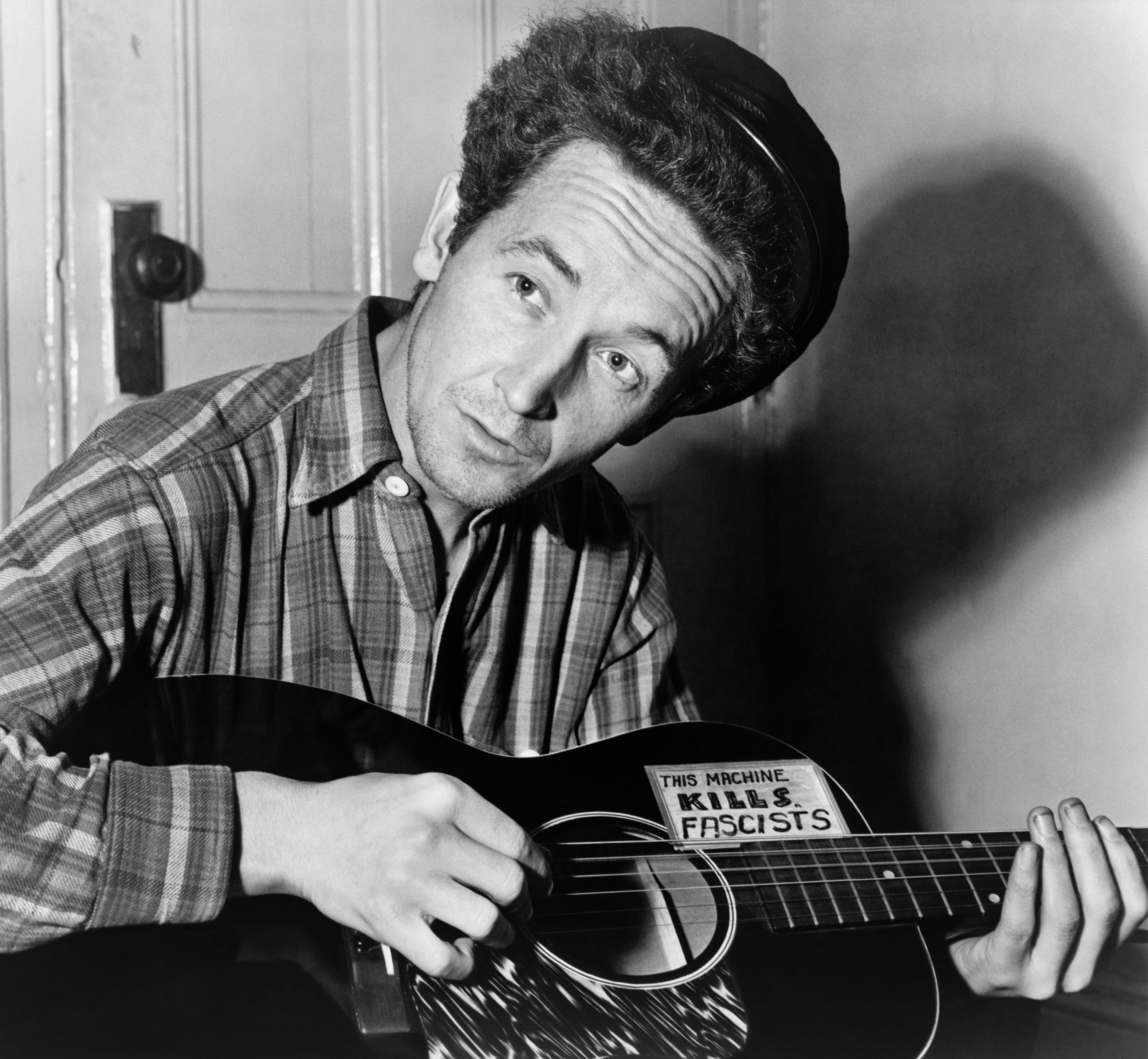
Woody Guthrie (1943).

Rick Wakeman, tastierista degli Yes, considera Dust Bowl Ballads, esordio di Woody Guthrie (1940) il primo concept album della storia. L'independent invece lo considera "forse" uno dei primi concept album, composto esclusivamente da canzoni semi-autobiografiche sulle difficoltà dei lavoratori migranti americani negli anni '30, mentre il Mucchio Extra lo considera «il primo esempio di antologia tematica».
Il formato LP fu poi introdotto nei tardi anni '40 con i compositori dello space age pop che proposero la formula del concept album utilizzando tematiche come la vita selvaggia, oppure dischi fatti per essere suonati durante la cena o nei momenti di relax, o ancora dischi astratti ed incentrati sulle emozioni. Questa tendenza fu poi favorita con l'invenzione, negli anni '50, della copertina a libro, che permetteva di dare spazio alle note per spiegare il concept dell'album.

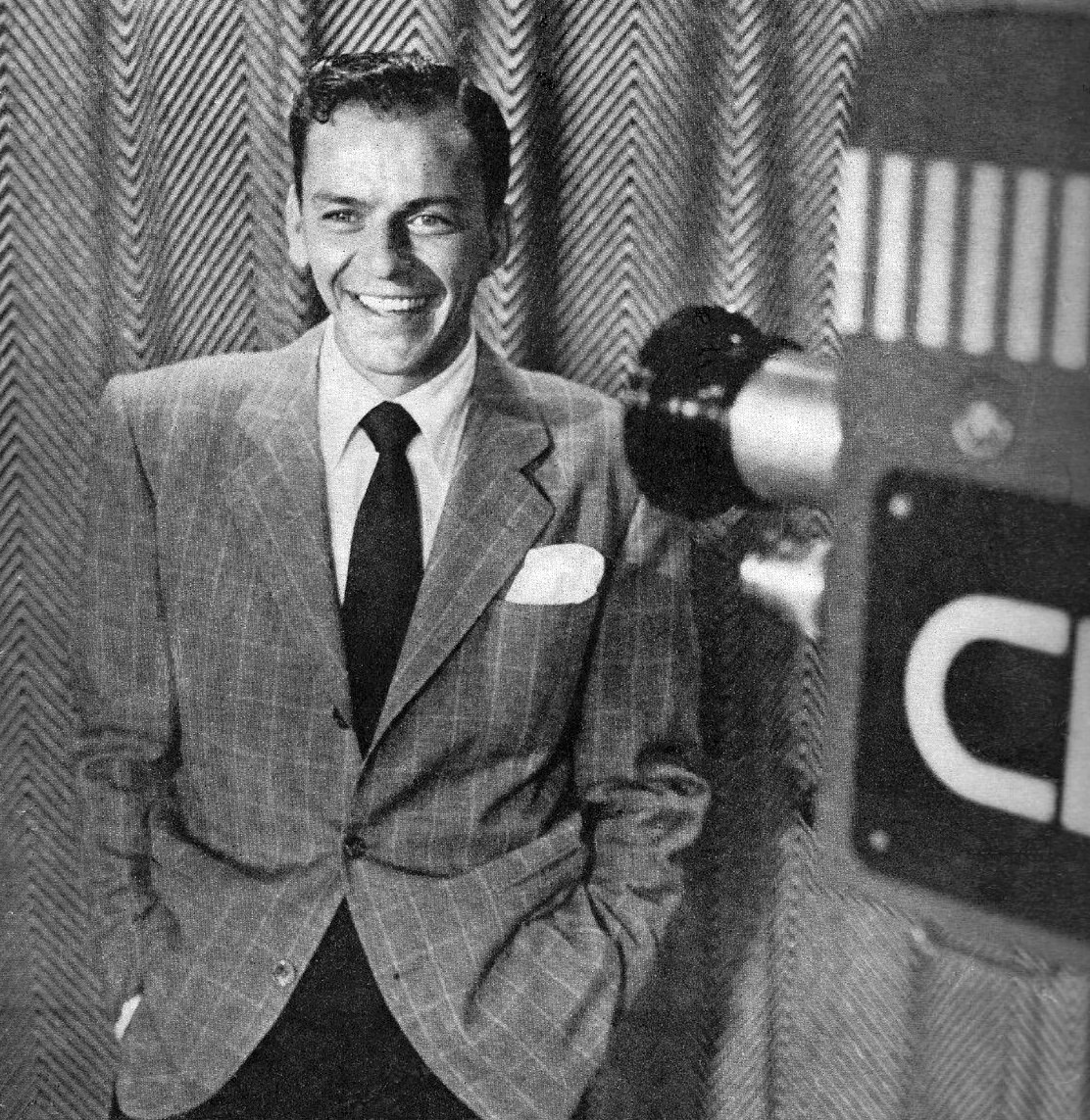
Frank Sinatra (1950).

Anche Frank Sinatra pubblicò una serie di album con brani legati per tematiche, come In the Wee Small Hours (1955) and Frank Sinatra Sings for Only the Lonely (1958) ed anche lui viene accreditato tra gli inventori del concept album a partire da The Voice of Frank Sinatra (1946), assieme al lavoro, per certi aspetti equivalente, di Bing Crosby. Il biografo Will Friedwald sostiene che «Sinatra metteva in sequenza le canzoni in modo che le liriche creassero un flusso traccia dopo traccia, offrendo l'impressione di una narrazione, come nel musical o nell'opera. Fu il primo cantante di popular music ad apportare una consapevole attitudine artistica nella registrazione». Nel rock'n'roll degli anni '50 la pratica dell'organizzazione di album attorno a tematiche specifiche venne a cadere anche a causa del dominio del formato 7", che permetteva la distribuzione di singoli brani tramite il Jukebox. Nonostante questo pochi artisti come Johnny Cash fecero eccezione, e quando si trovavano ad affrontare il formato LP preferirono organizzarlo attorno a temi specifici. Secondo molti, il primo concept album in assoluto fu il fantascientifico I Hear a New World, ideato dal produttore britannico Joe Meek e presentato come una «fantasia musicale da un altro spazio», inciso nel 1959 ma mai pubblicato integralmente prima del 1991.
Secondo Carys Wyn Jones i Beach Boys con Pet Sounds (maggio 1966), i Beatles con Sgt. Pepper's Lonely Hearts Club Band (marzo 1967) sono alternativamente citati dalla critica come il "primo concept album" della storia, generalmente per la loro uniformità, piuttosto che per il tema lirico o il motivo musicale. Altri ancora vedono in Blonde on Blonde (marzo 1966) di Bob Dylan  ed in Freak Out! (giugno 1966) dei the Mothers of Invention i primi concept album della storia. Nonostante la diatriba su questo primato, l'album che più di tutti contribuì a diffondere l'idea di concept album nella musica popolare fu senza dubbio Sgt. Pepper's Lonely Hearts Club Band dei Beatles (1967). Per questo album, infatti, i membri del gruppo decisero di assumere delle personalità fittizie ("immedesimandosi", appunto, con la "Banda dei Cuori Solitari del Sergente Pepper"); tuttavia, a parte un riferimento a Ringo Starr col nome "Billy Shears" nella title track, i testi delle canzoni non sono esplicitamente basati su questa "finzione" e appaiono sostanzialmente slegati e indipendenti l'uno dall'altro. A questo vi furono poi la risposta dei Rolling Stones con Their Satanic Majesties Request (1967) e soprattutto dei Pretty Things con S.F. Sorrow (1968), che fu l'album per il quale la stampa inglese coniò per la prima volta il termine Rock Opera, prima ancora di Tommy (1969) degli Who che, per molti, ne rappresentò l'apice.
Altri dischi che vengono acclamati come il primo concept album furono poi alcuni dischi di country music americana dei primi anni '60, che però vennero del tutto ignorati dalla critica e riconosciuti come concept album solo una decina di anni più tardi. Il The 100 Greatest Bands of All Time (2015) di David V. Moskowitz si sostiene che tra i pionieri di questo genere vi furono i the Ventures. Il giornalista di Ultimate Guitar Matt Springer tra i primi esempi riporta Little Deuce Coupe  (1963) dei Beach Boys, mentre Brian Boyd del The Irish Times cita Face to Face (ottobre 1966) dei The Kinks come primo concept album. Sicuramente fu in questo periodo che per molte band sorse l'esigenza di dare una struttura più solida alle pubblicazioni su long playing.

### I concept album nell'art rock
Molti gruppi di rock psichedelico, rock progressivo e art rock ripresero e svilupparono l'idea del concept album negli anni settanta, al punto che, per alcuni, "concept album" è grosso modo un sinonimo di "album progressivo". In questi casi, l'adozione di un tema unificante non è quasi mai da interpretarsi come fatto accessorio, bensì è legato alla ricerca di una struttura musicale che sfugga al modello "tradizionale" di canzone, interpretato come riduttivo, a favore di soluzioni che si richiamano, in alcuni casi in forma esplicita, alla forma musicale della sinfonia o della musica operistica. Non a caso, gli stessi gruppi che realizzarono concept album negli anni settanta spesso incidevano brani lunghi e complessi, che (nell'epoca del vinile) addirittura arrivavano a occupare un intero lato (circa 20 minuti di musica ininterrotta) o, in alcuni casi, entrambi i lati, con l'unica soluzione di discontinuità imposta dal mezzo fisico.
Coerentemente con quanto detto sopra, nei concept album di gruppi progressive o art rock l'uniformità del tema centrale è associata anche a elementi strutturali della musica, quali l'uso di temi musicali che si ripetono, eventualmente con variazioni, all'interno dell'opera. Già Sgt. Pepper's Lonely Hearts Club Band utilizza una reprise finale del brano di apertura che, insieme alla grafica e alle caratteristiche della confezione, è decisiva per creare l'atmosfera concettuale del disco (la banda si presenta all'inizio dell'album, saluta il pubblico alla fine).
Molti dei concept album più celebri di tutti i tempi furono pubblicati da gruppi progressive o di generi rock contigui; si possono citare per esempio i Pink Floyd (The Dark Side of the Moon, Wish You Were Here, Animals, The Wall, The Final Cut), Kate Bush (Hounds of Love,  The Dreaming, Aerial), Elton John (Tumbleweed Connection, Goodbye Yellow Brick Road, Captain Fantastic and the Brown Dirt Cowboy), David Bowie (The Rise and Fall of Ziggy Stardust and the Spiders from Mars) i Genesis (The Lamb Lies Down on Broadway), Queen (Queen II) gli Yes (Tales from Topographic Oceans), i Gentle Giant (Three Friends), gli Emerson, Lake & Palmer (Pictures at an Exhibition), i Jethro Tull (A Passion Play, Thick as a Brick, Aqualung e Too Old to Rock 'n' Roll: Too Young to Die!), l'Alan Parsons Project (Tales of Mystery and Imagination - Edgar Allan Poe, I Robot, Pyramid, Eve, The Turn of a Friendly Card) e i Tears for Fears (The Hurting, Songs from the Big Chair), per elencare solo alcuni tra gli esempi più noti. Il neoprogressive e i generi derivati, come il progressive metal, hanno ripreso lo stilema del "concept" dai loro modelli: si possono citare per esempio i Marillion con Misplaced Childhood e Clutching at Straws, i Queensrÿche di Operation: Mindcrime o i Dream Theater di Metropolis Pt. 2: Scenes from a Memory.
Nell'heavy metal si possono citare gli Iron Maiden con l'album Seventh Son of a Seventh Son e gli W.A.S.P. con l'album The Crimson Idol. Molto presente quest'usanza anche nel Djent, da citare Juggernaut: Alpha e Juggernaut: Omega,creati dagli stessi creatori del Djent,i Periphery
Un'estensione dell'idea di concept album è l'idea di una serie di album che sono legati a un insieme di temi correlati; i primi quattro album dei King Crimson (un altro gruppo rock progressivo classico) sono legati ai quattro elementi del pensiero alchemico occidentale (aria, acqua, fuoco e terra). Questa idea è stata in qualche modo ripresa anche dagli italiani Litfiba, che ripercorrono gli elementi nei loro album El Diablo (fuoco), Terremoto (terra), Mondi sommersi (acqua) e Spirito (aria).

### Concept album italiani
Il primo concept album della storia della musica italiana è Diario di una sedicenne, inciso da Donatella Moretti nel 1963 (scritto interamente da Loredana Ognibene), che racconta la vita e gli amori di una ragazza adolescente.
Di due anni successivo è Vi parlo dell'America di Giovanna Marini, pubblicato nel 1966; dello stesso anno Le canzoni del West di Bobby Solo, pubblicato qualche mese dopo.
Vi è poi Senza orario senza bandiera dei New Trolls (1968), con i testi di Fabrizio De André, pubblicato a ottobre 1968 e seguito, il mese dopo, da Tutti morimmo a stento di Fabrizio De André (da alcuni testi citato come primo, con un evidente errore di cronologia), pubblicato a novembre 1968.
Si segnala anche il concept ad opera dei Pooh Memorie, concepito nel 1969 e l'anno successivo La mia estate con Cinzia di Nico Fidenco,  che attraverso i vari brani racconta una storia d'amore estiva. Lo stesso De André scelse molto spesso questa soluzione artistica nei propri lavori, per esempio con La buona novella (1970), Non al denaro non all'amore né al cielo (1971) e Storia di un impiegato (1973). Sempre all'inizio degli anni settanta furono pubblicati i primi concept dei gruppi di rock progressivo italiano, quali Terra in bocca (1971) de I Giganti (sul tema della mafia), Darwin! (1972), Io sono nato libero (1973) e Come in un'ultima cena (1976) del Banco del Mutuo Soccorso, L'unità (1972) e Un biglietto del tram (1975) degli Stormy Six, Adolescenza di Mario Panseri (i cui testi sono ispirati al romanzo Agostino di Alberto Moravia), Maledetti (maudits) (1976) degli Area, Contaminazione (1973) de Il Rovescio della Medaglia, Fetus di Franco Battiato,  Felona e Sorona de Le Orme e Zarathustra (1973) del Museo Rosenbach.
Nel 1972 Gian Pieretti pubblicò un concept intitolato Il vestito rosa del mio amico Piero che affrontava il tema dell'omosessualità, argomento trattato solo in un altro concept pubblicato però alcuni anni dopo, Come barchette dentro un tram di Alfredo Cohen.
Nel 1972 Claudio Baglioni (l'artista con la discografia più ricca di concept album di tutta la musica italiana) pubblicò uno dei primi concept album di successo della musica pop: Questo piccolo grande amore. L'album è un'opera rock che attraverso le canzoni compone una sorta di film ambientato nella città di Roma con un occhio di riguardo verso un contesto socioculturale dell'Italia dei primi anni '70, reduce dalla rivoluzione del '69. Si apre con il brano Piazza del Popolo, ambientato durante scontri tra giovani e polizia, dove il protagonista decide di fuggire rifugiandosi in un bar. Qui incontrerà una ragazza con cui vivrà una storia d'amore che si evolve lungo tutto il disco. Il protagonista, dunque, sceglie di allontanarsi dalle contestazioni politiche per vivere la sua storia d'amore, analogamente a Baglioni che evita un'Italia fortemente politica e contestatoria, soprattutto nella musica, per raccontare una storia in cui qualunque ragazzo o ragazza può identificarsi, la semplicità e l'intuitività di una storia comune di un qualsiasi ragazzo - e le musicalità moderne - ne decretano il successo, l'album raggiunge la prima posizione della hit parade e ad oggi è uno dei dischi più venduti in Italia. Nel 1973 pubblicò un altro concept con lo stesso stile scenografico intitolato Gira che ti rigira amore bello. Nel 1975 pubblicò un concept intitolato Sabato pomeriggio, il concept però non segue un'unica storia per tutto il disco, ma è composta da canzoni distinte e separate accomunate da un tema unitario; l'attesa. La stessa cosa accade con il disco Solo del 1977 che si presenta come un disco introspettivo sulla solitudine. Nel 1981 Baglioni pubblicò poi Strada facendo, ad oggi è nelle prime posizioni tra i dischi più venduti di sempre in Italia, il concetto del disco è quello della strada, del parallelismo tra l'io e gli altri, tra gli intermezzi intimi del cantautore e le canzoni che raccontano di esperienze di vita comuni a tutti. Nel 1985 pubblicò un altro concept intitolato La vita è adesso - che non è altro che l'album più venduto di tutti i tempi in Italia - il disco è il racconto di un’intera giornata, tutto raccontato da un preciso punto di vista (il Bar che si affaccia su Roma) che comprende un campionario vasto di umanità, ma soprattutto uno sguardo su un unico ambiente; la città di Roma evocata ma mai dichiaratamente citata, prendendo in riferimento una sola unità di tempo; l’arco di una giornata ipotetica ma che rappresenta tutta la vita. Un concept che quindi affonda nell’unità di spazio-tempo del teatro di Aristotele, raccontando di un tempo e di un luogo che rappresenta tutti gli altri, trasferendola all’interno dell’originale punto di vista “cinematografico” contemporaneo; uno sguardo che guarda da un preciso punto di vista e decide di volta in volta cosa osservare, il tutto all’interno di un contesto dichiaratamente anni Ottanta, quindi con uno sguardo anche sociologico sulla società italiana del tempo. Nel 1990 pubblicò un concept intitolato Oltre - considerato da critica e pubblico il capolavoro di Baglioni - il disco è una lunga storia basata su un poema enorme scritto da Baglioni stesso. Si presenta come un disco allegorico e magico, dove il protagonista va alla ricerca delle sue origini senza sapere quale sia la sua meta (l’uomo in cerca del suo destino), una sorta di monologo interiore basato sul flusso di coscienza che vede protagonista Cucaio alter-ego di Claudio, di cui si traccia una sorta di biografia a ritroso. Cucaio non è altro che l’uomo che rappresenta l’intera umanità e che vive le sue avventure per poi arrivare a vivere la pienezza dell’esistenza e quindi oltre. Nel 1995 esce invece Io sono qui; il disco è strutturato come se fosse un film con un inizio, una fine, l’intermezzo e poi primo, secondo, terzo e quarto tempo che anticipano le canzoni successive descrivendole come scene cinematografiche. Il tema del disco gioca intorno al dualismo attori e spettatori, dove tutti siamo protagonisti della nostra vita e della vita degli altri, dove indossiamo ogni volta una maschera diversa. L'album scandaglia il complesso tema del rapporto tra "volto" e "maschera"; la vita perennemente sospesa tra "finzione" e "realtà", e l'uomo sempre combattuto tra il farsi "interprete" di se stesso e l'essere, invece, ciò che realmente è. Nel 1999 pubblicò Viaggiatore sulla coda del tempo che chiude la trilogia del tempo composta dai tre dischi degli anni Novanta, il disco affronta il tema della fine del millennio e delle nuove tecnologie, parallelamente alla storia di un viaggiatore verso questo futuro ignoto. Considerato uno tra i progetti più ambiziosi, complessi e colti dell’intera opera discografica del musicista, segna il passaggio del millennio attraverso un viaggio tra spazio e tempo di un viaggiatore. Siamo alla vigilia di un triplice, importante, passaggio: in un’unica notte (il 31 dicembre del ’99), infatti, cambieranno anno, secolo e millennio. Una data dalla fortissima portata evocativa, nell’approssimarsi della quale Baglioni si sente spinto a indagare in profondità il rapporto dell’uomo con se stesso e, soprattutto, con il tempo oltre a quell’equilibrio, mai facile da individuare e sempre precario, tra passato, presente e futuro. Dodici canzoni per un “concept album”, che descrive l’intera parabola di un viaggio attraverso il tempo, alla ricerca di sé. Un viaggio partendo per il quale ci viene chiesto di non confondere il percorso con la meta e di non preoccuparsi del fatto di “non sapere bene dove andare”. L’obiettivo, infatti, non è arrivare, ma viaggiare. L'ultimo concept intitolato In questa storia che è la mia racconta la sua vita in una sorta di autobiografia musicale.
Come all'estero, il fenomeno dei concept album ebbe in Italia il suo apice negli anni '70, ma l'idea ricomparve a tratti anche nel pop e rock dei decenni successivi. Fra i cantautori italiani che hanno spesso ricorso alla formula del concept album si possono citare, oltre ai precedenti, Angelo Branduardi (che nel suo primo album del 1974, intitolato semplicemente Angelo Branduardi, racconta «una specie di storia di un uomo che, nel susseguirsi delle varie canzoni [...], passa da uno stato di solitudine all'incontro di una donna fino alla nascita di un figlio e al seguente raggiungimento di uno stato mistico», e più recentemente, L'infinitamente piccolo, del 2000, basato sulla figura di san Francesco d'Assisi), Edoardo Bennato (I buoni e i cattivi, Burattino senza fili, Sono solo canzonette e È arrivato un bastimento) e Lucio Battisti (Anima latina). Esempi più recenti includono Viaggio senza vento, 2020 Speedball e El Topo Grand Hotel dei Timoria e Ulisse della PFM.
È dedicato al suicidio (per amore, per onore...) l'album Kamikaze Rock 'n' Roll Suicide di Rettore del 1982.
Due gli album italiani dedicati alla luna: Buonanotte alla luna (1997) di Francesca Alotta e Lorenzo sulla Luna di Jovanotti uscito nel 2019, a 50 anni dall'allunaggio.
Più recentemente Zucchero Fornaciari con Chocabeck, Luciano Ligabue con Made in Italy, Caparezza con Habemus Capa, Le dimensioni del mio caos, Il sogno eretico, Museica, Prisoner 709 e Exuvia, L'Aura con Il contrario dell'amore, Artificial Kid con Numero 47, Johnny Marsiglia con Memory, Tedua con Mowgli, Marracash con Persona, Rancore con Xenoverso e Kid yugi con I nomi del Diavolo si sono cimentati in questo tipo di album.